# Чиодо, Энди
Энди Чиодо (англ. Andy Chiodo; род. 25 апреля 1983, Торонто) — канадский хоккейный вратарь и тренер.

## Краткая биография
Уроженец Торонто в 2001 году был задрафтован командой НХЛ «Нью-Йорк Айлендерс» в шестом раунде под общим 166-м номером, однако через два сезона его передрафтовал «Питтсбург Пингвинз» под 199-м номером. В его составе Чиодо и дебютировал в лиге, проведя 8 матчей в сезоне 2003/2004 . В системе Питтсбурга Чиодо провёл 3 полноценных сезона, выступая, в основном, за фарм клубы, такие как: «Уилкс-Барре/Скрэнтон Пингвинз» и «Уилинг Нэйлерз»
Затем голкипер отправился в Европу, где на протяжении нескольких лет защищал ворота лидеров финского чемпионата — «Йокерита», ХПК и «Кярпят». В составе ХПК Энди Чиодо выиграл бронзовые медали соревнований в сезоне 2006/2007, а также получил и серебряную медаль, учитывая, что сезон он начинал в составе «Йокерита», который занял по итогу второе место. На следующий сезон, в составе «Кярпят», Энди Чиодо стал победителем финской SM-лиги. В 2008 году вратарь перебрался в Белоруссию, где стал одним из первых новичков минского «Динамо», в составе которого дебютировал на уровне новообразованной Континентальной хоккейной лиги. За минчан, Чиодо, провёл 26 матчей, в которых пропустил 76 шайб, при коэффициенте надёжности 87.1%.
С 2010 по 2013 года Энди Чиодо выступал в Австрийской Erste лиге за «АК Клагенфурт». За эти три сезона Чиодо являлся основным голкипером команды, в сезоне 2010/2011 признавался лучшим вратарём лиги, а в сезоне 2012/2013 завоевал с «Клагенфуртом» золотые медали чемпионата. Сезон 2013/2014 Чиодо вновь провёл в чемпионате Финляндии, где завоевал серебряные медали в составе хоккейного клуба «Таппара». В 2017 году, после двух сезонов в составе австрийской команды «Инсбрук», Энди Чиодо принял решение о завершении профессиональной карьеры хоккеиста.
В сезоне 2017/2018 Чиодо нарабатывал тренерские навыки в тренерском штабе команды из хоккейной лиги Онтарио — Оттава 67's, а также занимался со студенческой командой университета Торонто. С 2018 по 2020 года Чиодо входил в тренерские штабы «Питтсбург Пингвинз» и аффилированного «Уилкс-Барре/Скрэнтон Пингвинз», где отвечал за подготовку вратарей.

## Национальная сборная
На уровне национальной сборной Канады Энди Чиодо дебютировал на турнире Кубок Шпенглера в 2005 году, проходившем с 26 по 31 декабря в швейцарском Давосе. На этом турнире вратарь отыграл в 5 матчах.

## Достижения
- Бронзовый призёр чемпионат Финляндии 2006/2007
- Серебряный призёр чемпионат Финляндии 2006/2007
- Чемпион Финляндии в сезоне 2007/2008
- Чемпион Австрии в сезоне 2012/2013
- Серебряный призёр чемпионат Финляндии 2013/2014

## Личные награды
- обладатель Эф-Дабл-Ю (Динти) Мур Трофи в сезоне 2000/2001